# José Bustamante (calciatore 1921)
José Bustamante (5 marzo 1921 – ...) è stato un calciatore boliviano, di ruolo difensore.

## Carriera
Prese parte con la Nazionale bolivia ai Mondiali del 1950.
Disputò inoltre con la Bolivia il Campeonato Sudamericano nel 1946, nel 1947 , nel 1949  e nel 1953 .